# Газификация
Газифика́ция — преобразование органической части твёрдого или жидкого топлива в горючие газы при высокотемпературном (1000—2000 °C) нагреве с окислителем (кислород, воздух, водяной пар, CO2 или, чаще, их смесь). Полученный газ называют генераторным по названию аппаратов, в которых проводится процесс — газогенераторов.
Сырьём для процесса обычно служат каменный уголь, бурый уголь, горючие сланцы, торф, дрова, мазут, гудрон.
Совокупность процессов, протекающих в ходе газификации твёрдых горючих ископаемых — пиролиз, неполное горение, полное окисление — называют конверсией:

C + O2 → CO2 + 408,9 кДж/моль

C + ½O2 → CO + 123,2 кДж/моль

C + CO2 → 2CO — 161,5 кДж/моль

C + H2O → CO + H2 — 136,9 кДж/моль

CO + H2O → CO2 + H2 + 42,8 кДж/моль, кроме того, образуются продукты пиролиза.

## Способы газификации
Существует несколько способов проведения процесса газификации сырья: кускового — в плотном слое, мелкозернистого — в «кипящем слое», пылевидного и жидкого — в факеле. При газификации твёрдого топлива в газовую фазу переходит до 80 % органической части топлива. Из-за нечувствительности к качеству сырья и наличию балластов (минеральных примесей и влаги) метод находит широкое применение для переработки низкосортных видов топлива. Кроме того, полученное газообразное топливо при сжигании выделяет значительно меньшее количество вредных веществ, нежели при прямом сжигании твёрдого топлива.
Газификация нефтяного сырья (чаще всего тяжёлые нефтяные остатки) проводится при 1400—1500 °C, атмосферном или повышенном (4—8 МПа) давлении в присутствии окислителя — воздуха, иногда с применением катализаторов (боксит, кислые глины,
никель, кобальт).
В зависимости от применяемого дутья получаются виды газообразного топлива: синтез-газ, водяной газ, воздушный газ, смешанный газ.
Полученные в ходе газификации генераторные газы используются в качестве топлива, а после очистки от H2S, CS2, CO2 — как источник водорода в производстве аммиака, смесь реагентов в производстве метанола и жидких углеводородов (синтез Фишера-Тропша) и др.
Современные газогенераторы имеют мощность для твёрдого топлива до 80000 м³/ч и до 60000 м³/ч. Техника газификации развивается в направлении повышения производительности (до 200000 м³/ч) и КПД (до 90 %) путём повышения температуры и давления процесса (до 2000 °C и 10 МПа соответственно).
Проводились опыты по подземной газификации углей, добыча которых по различным причинам экономически не выгодна.